# الحطاب (همدان)

تعديل مصدري - تعديل

الحطاب هي إحدى قرى عزلة وادعة بمديرية همدان التابعة لمحافظة صنعاء، بلغ تعداد سكانها 2276 نسمة حسب تعداد اليمن لعام 2004.